# Urocarpidium albiflorum
Urocarpidium albiflorum är en malvaväxtart som beskrevs av Oskar Eberhard Ulbrich. Urocarpidium albiflorum ingår i släktet Urocarpidium och familjen malvaväxter. Inga underarter finns listade i Catalogue of Life.